# Craticulina transvaalensis
Craticulina transvaalensis är en tvåvingeart som beskrevs av Zumpt 1961. Craticulina transvaalensis ingår i släktet Craticulina och familjen köttflugor. Inga underarter finns listade i Catalogue of Life.